# Vitvattnet, Härjedalen
Vitvattnet är en sjö i Bergs kommun i Härjedalen och ingår i Ljungans huvudavrinningsområde. Sjön har en area på 0,508 kvadratkilometer och ligger 925 meter över havet. Sjön avvattnas av vattendraget Skärkan (Öjönån).

## Delavrinningsområde
Vitvattnet ingår i det delavrinningsområde (697594-133145) som SMHI kallar för Utloppet av Vitvattnet. Medelhöjden är 937 meter över havet och ytan är 3,2 kvadratkilometer. Räknas de 2 avrinningsområdena uppströms in blir den ackumulerade arean 14,74 kvadratkilometer. Skärkan (Öjönån) som avvattnar avrinningsområdet har biflödesordning 2, vilket innebär att vattnet flödar genom totalt 2 vattendrag innan det når havet efter 351 kilometer. Avrinningsområdet består mestadels av kalfjäll (84 procent). Avrinningsområdet har 0,51 kvadratkilometer vattenytor vilket ger det en sjöprocent på 15,8 procent.